# Kvílice
Kvílice (Duits: Kwillitz, eerder ook: Dreiglocken) is een Tsjechische gemeente in de regio Midden-Bohemen en maakt deel uit van het district Kladno. Het dorp ligt op 7 km afstand van Slaný.
Kvílice telt 89 inwoners (2023).

## Geschiedenis
De eerste schriftelĳke vermelding van het dorp dateert van 1352.
Sinds 1960 is Kvílice een zelfstandige gemeente binnen het district Kladno.

## Verkeer en vervoer

### Autowegen
Er leiden regionale wegen naar het dorp. Op 1 km afstand van het dorp ligt weg I/7, die Kvílice verbindt met Praag en Chomutov.

### Spoorlĳnen
Er is geen station in het dorp. Het dichtstbijzijnde station Klobuky v Čechách, op 5 km afstand. Dat station ligt aan de spoorlĳn 110 Kralupy nad Vltavou - Slaný - Louny.

### Buslĳnen
Er zĳn twee bushaltes in het dorp:
| Halte        | Lĳnen   | Routes                       | Vervoerder                 |
| ------------ | ------- | ---------------------------- | -------------------------- |
| Kvílice, I.  | 588 589 | Milý - Slaný Líský - Linkový | ČSAD Slaný                 |
| Kvílice, II. | 389 588 | Louny - Nádraží Milý - Slaný | ČSAD Česká Lípa ČSAD Slaný |

## Bezienswaardigheden
- Sint-Vituskerk uit het einde van de 19e eeuw, op de plaats van een oudere kerk, waarvan het bestaan ook blijkt door de aanwezigheid van een oudere klokkentoren;
- Molen nr. 15 met boerderijgebouwen en een waterput met standbeeld van Johannes van Nepomuk en een duiventil;
- Pastoriegebouw;
- Historisch schoolgebouw;
- Verschillende monumentale gebouwen, voornamelijk uit de 19e en begin 20e eeuw;
- Monumentale beukenboom op het erf van de school en het gemeentekantoor;
- Sint-Johannes van Nepomukkapel;
- Houten klokkenstoel op zeshoekige basis uit de 16e eeuw, in 1663 verbouwd. De toren is van een vergelijkbaar type als de types in Neprobylice en Rakovník.[6]

## Galerĳ

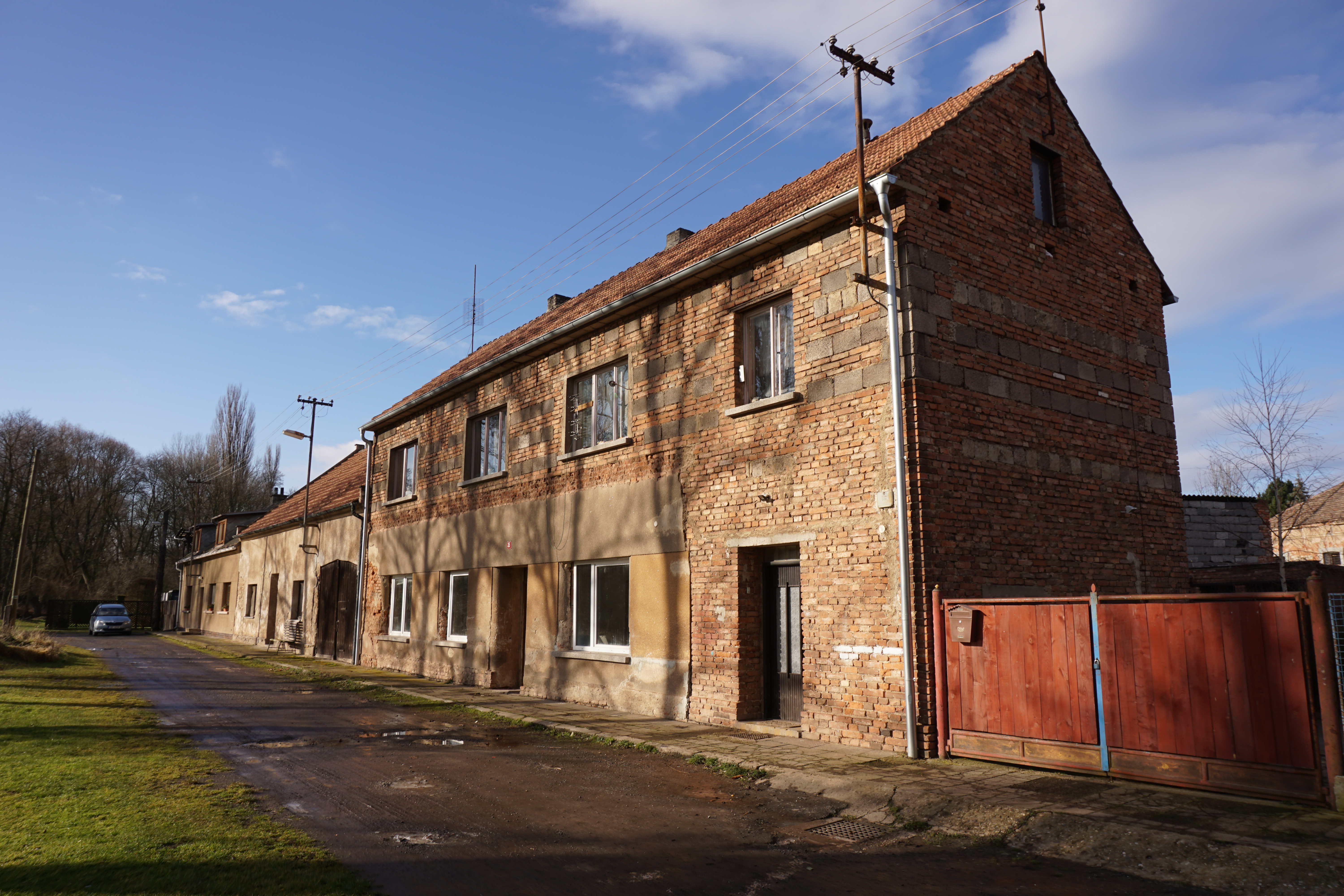
Straat in Kvílice
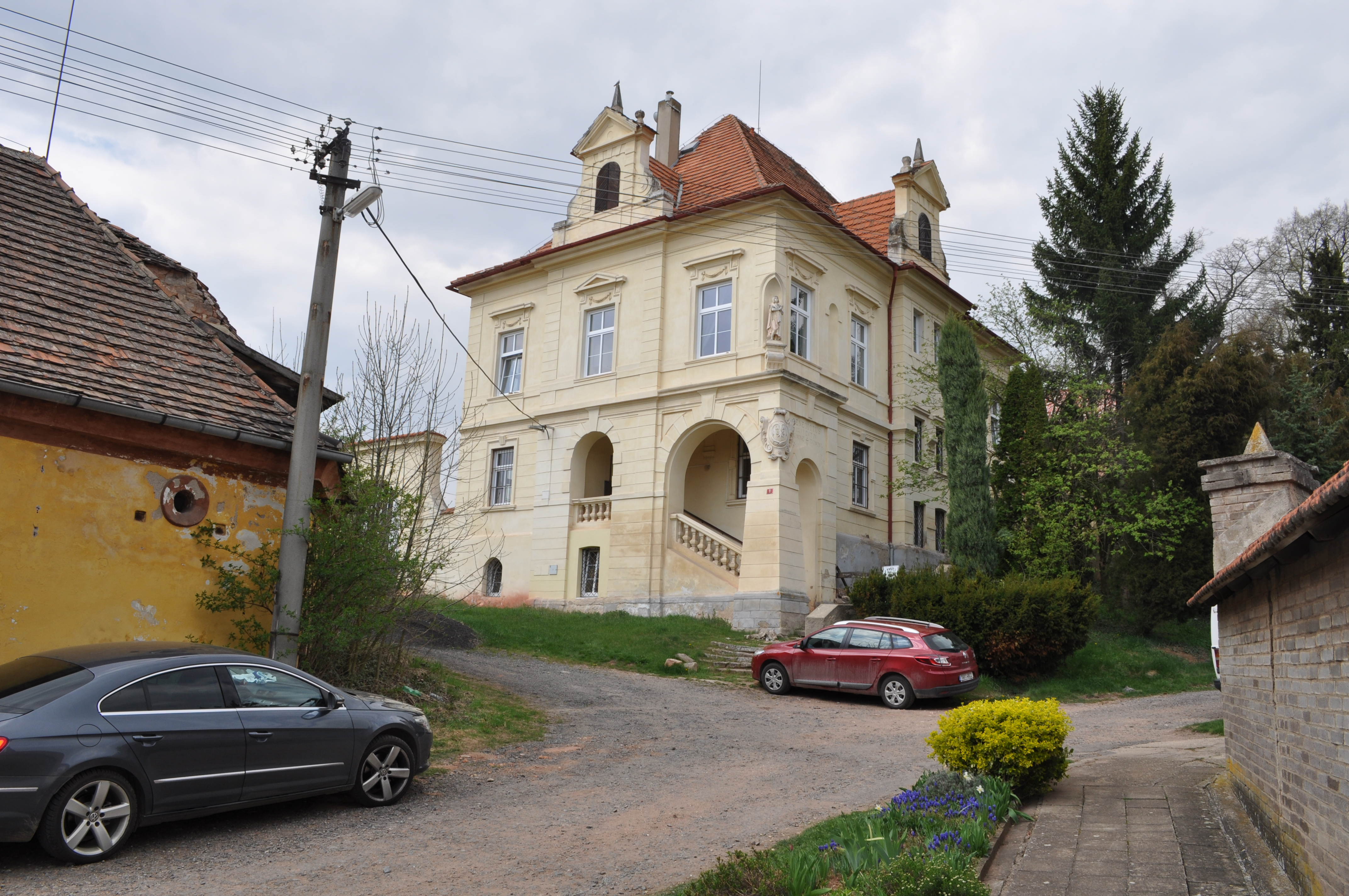
Pastoriegebouw
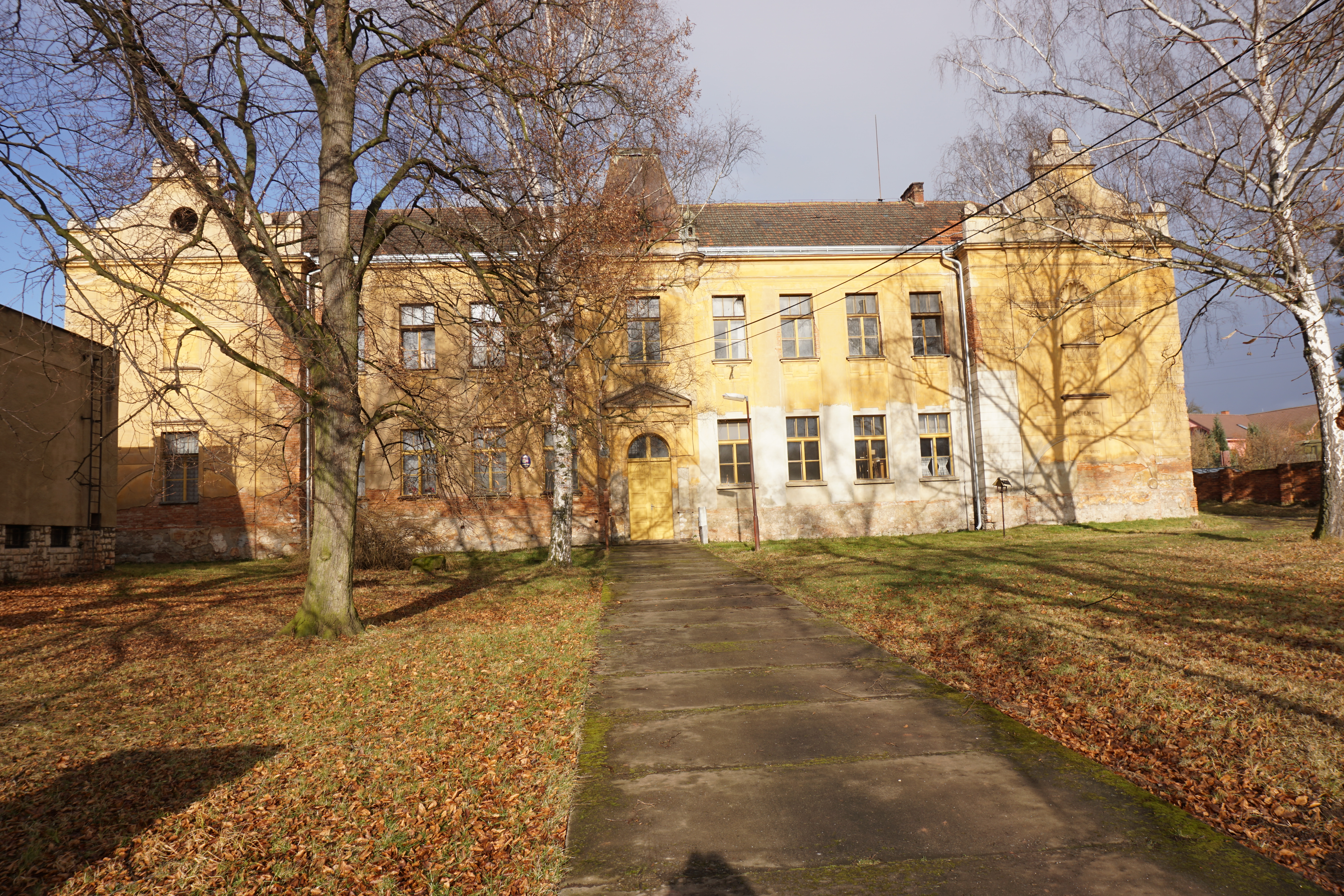
Dorpsschool
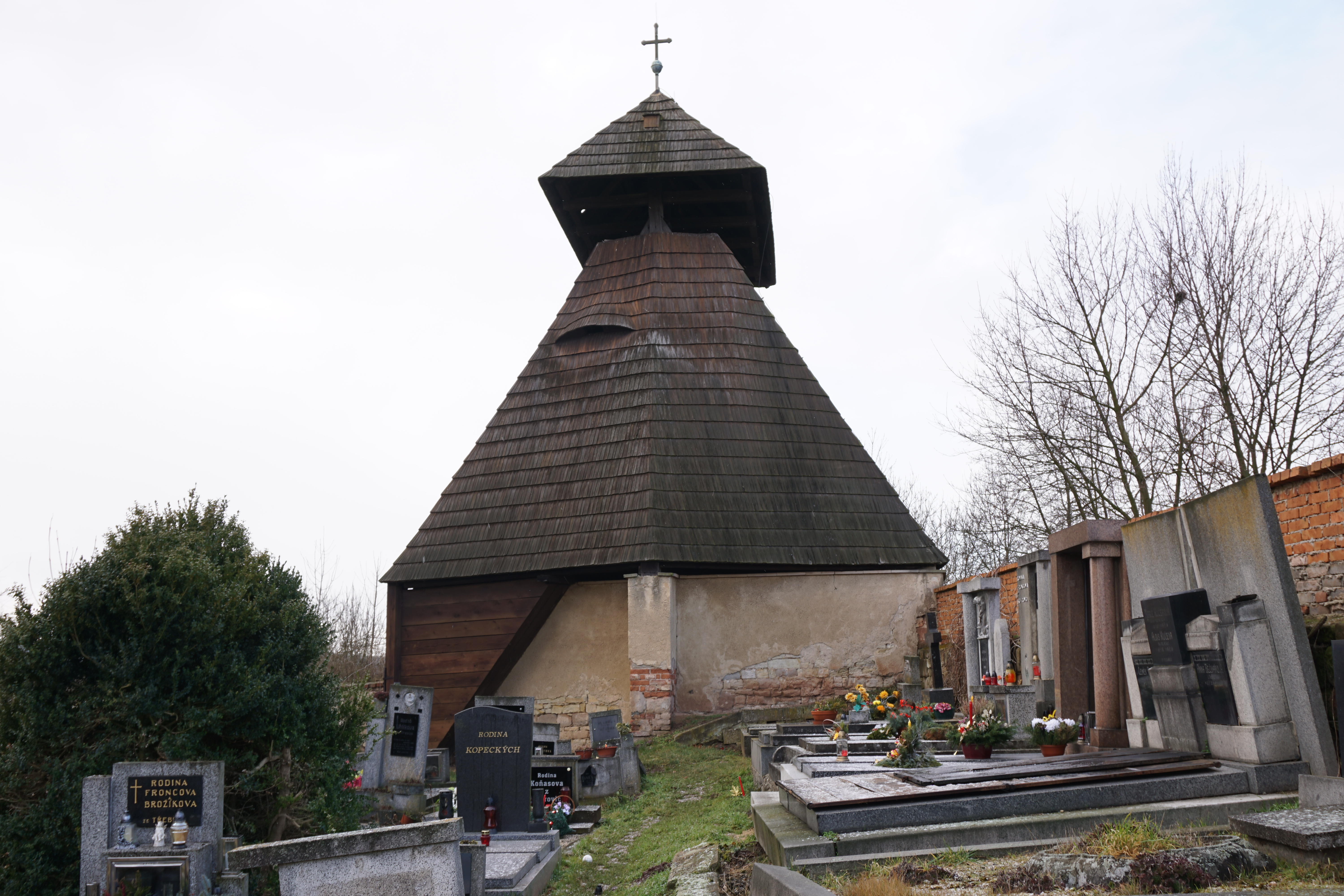
Klokkenstoel
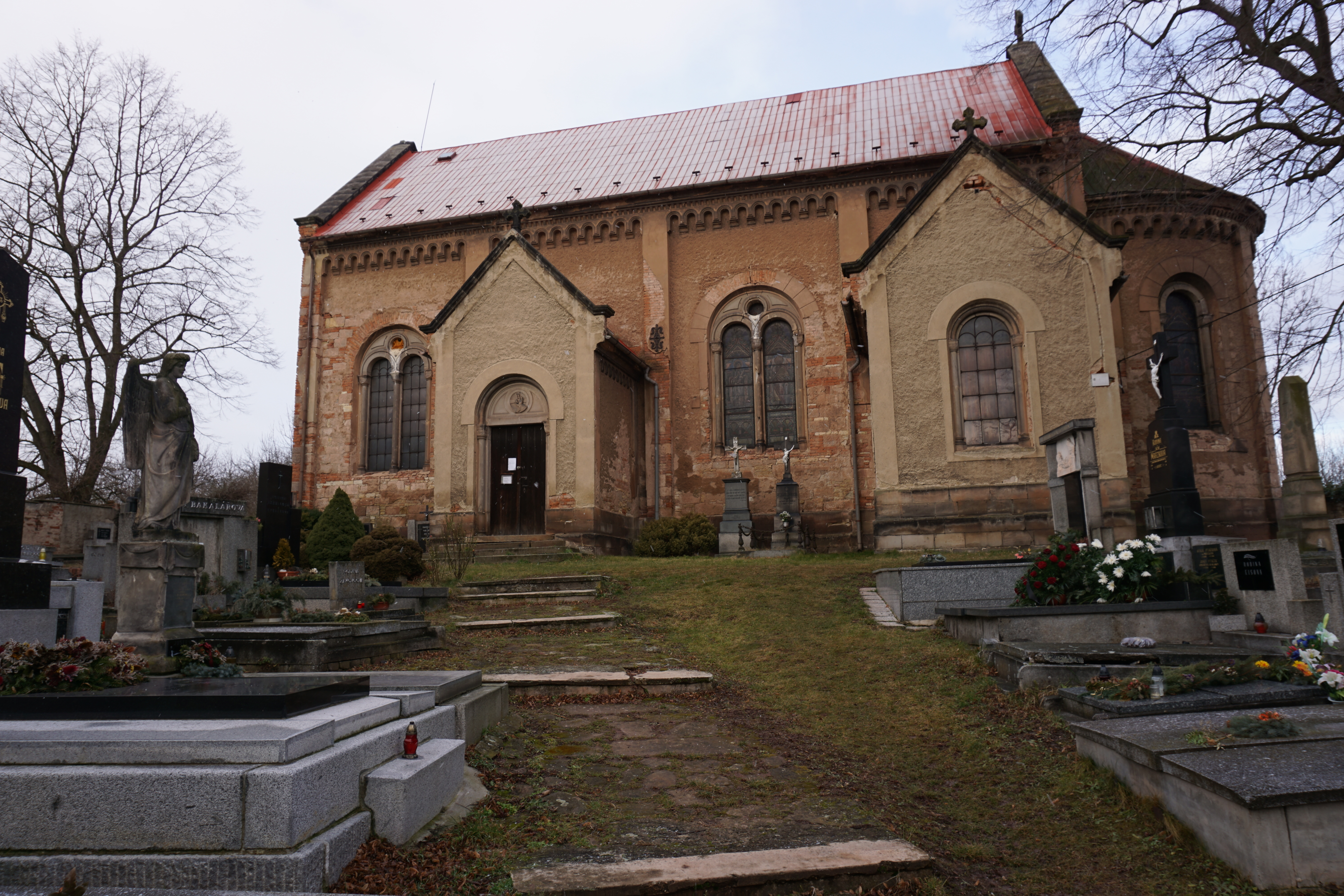
Sint-Vituskerk